# Sava, Mauritania
Sava este o comună din departamentul Tamchekett, Regiunea Hodh El Gharbi, Mauritania, cu o populație de 10.561 locuitori.